# The Facts of Life Goes to Paris
The Facts of Life Goes to Paris è un film per la televisione del 1982 diretto da Asaad Kelada. Il film è il primo tratto dalla sitcom L'albero delle mele.

## Trama
La signora Garrett e le ragazze partono per Parigi. Edna seguirà un corso di cucina mentre Blair, Tootie, Natalie e Jo frequenteranno una scuola francese diretta dalla severa signora Southwick, una donna rigorosa e amante delle regole. Per evitare che il viaggio sia uno spreco totale, le ragazze decidono di scappare dalla prigionia del collegio e scoprire le bellezze della capitale francese per conto loro. Blair passeggia per la città in cerca di un incontro romantico e ammira ciò che la circonda. Tootie e Natalie incontrano uno scrittore vittima di un blocco e lo incoraggiano a tentare di prendere di nuovo la penna in mano. Jo conosce un giovane motociclista francese, David, e se ne innamora. Dopo numerosi sforzi, la signora Garrett completa con successo il suo corso di cucina, ottiene il tanto agognato diploma e può finalmente tornare a casa con le sue ragazze.

## Cast
- Charlotte Rae: Edna Garrett
- Lisa Whelchel: Blair Warner
- Kim Fields: Tootie Ramsey
- Mindy Cohn: Natalie Green
- Nancy McKeon: Jo Polniaczek
- Frank Bonner: Garth Kiley
- Roger Til: Chef Antoine
- Frederic Andrei: David
- Jacques Ferriere: Pierre
- Caroline Ducrocq: Angelique
- Laurie Main: Reggie
- Dominique Bauguil: Georges
- Christian Baltauss: Andre
- Joris Stuyck: Ken
- Chip Fields: Louise
- Andre Phillipps: Vincent
- Sally Marr: Claudia
- Pierrino Mascarino: Sergio
- Pierre Dany: Signor LeClair
- Vivian Brown: Signorina Southwick
- Dorothy Constantine: Contessa
- Bernard Soufflet: Oste
- Philippe Brizard: Libraio
- Jon Lindstrom: Ragazzo

## Distribuzione
Il film si colloca tra la terza e la quarta stagione della serie ed è andato in onda sulla NBC il 25 settembre 1982, quattro giorni prima del debutto della quarta stagione. È stato poi trasmesso negli Stati Uniti suddiviso in quattro episodi di mezz'ora ciascuno e incluso nei DVD della serie. Per il suo ruolo nel film, Nancy McKeon ha vinto uno Young Artist Award. In Italia è inedito.

## Riconoscimenti
- 1982 - Young Artist Award
  - Miglior giovane attrice in un film per la televisione a Nancy McKeon